# Streitkräfte Guinea-Bissaus

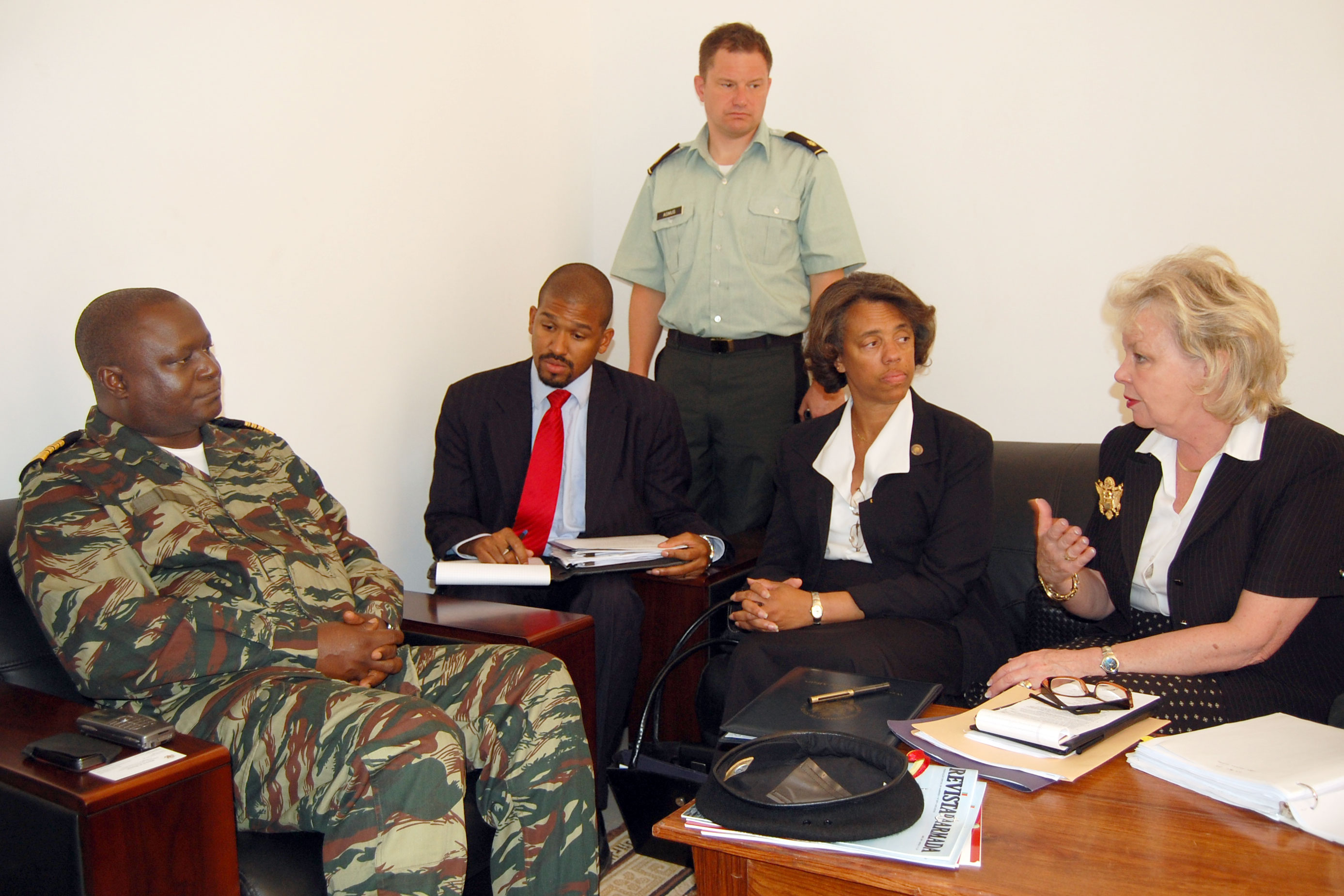
Captain Jose Zamora Induta, damaliger Kommandant der Streitkräfte, trifft sich mit einer US-Delegation

Die Streitkräfte Guinea-Bissaus (portugiesisch Forças Armadas Revolucionárias do Povo) bestehen aus den drei Teilstreitkräften Heer, Luftwaffe und Marine und sind insgesamt 4450 Mann stark.
Aufgrund der geringen finanziellen Mittel, die das Land für sein Militär aufbringen kann (2020 betrug der Verteidigungsetat rund 23 Mio. US-$), befinden sich die Streitkräfte in einem sehr mangelhaften Zustand. Es ist geplant, die Streitkräfte auf 2000 bis 2500 Mann zu verkleinern und sie verstärkt für Aufgaben der inneren Sicherheit einzusetzen. Es gibt etliche Verstrickungen mit dem Drogenhandel.

## Heer
Das Heer umfasst rund 4000 Soldaten und ist damit die mit Abstand größte Teilstreitkraft des Landes. Die Armee verfügte im Jahr 2020 über folgende Ausrüstung:
| Typ           | Herkunft            | Funktion                | Anzahl | Anmerkung                                  |
| ------------- | ------------------- | ----------------------- | ------ | ------------------------------------------ |
| T-34          | Sowjetunion         | Kampfpanzer             | 10     |                                            |
| PT-76         | Sowjetunion         | Leichter Panzer         | 15     |                                            |
| BRDM-2        | Sowjetunion         | Spähpanzer              | 10     |                                            |
| BTR-40 BTR-60 | Sowjetunion         | Mannschaftstransporter  | 35     |                                            |
| Typ 56        | Volksrepublik China | Mannschaftstransporter  | 20     | Chinesische Version                        |
| Typ 52        | Volksrepublik China | Rückstoßfreies Geschütz |        | Chinesische Version vom amerikanischen M20 |
| B-10          | Sowjetunion         | Rückstoßfreies Geschütz |        |                                            |
| D-44          | Sowjetunion         | Kanone                  | 8      |                                            |
| D-30 M-30     | Sowjetunion         | Haubitze                | 18     |                                            |
| M-43          | Sowjetunion         | Mörser                  |        |                                            |
| M1943         | Sowjetunion         | Mörser                  | 8      |                                            |
| 9K32 Strela-2 | Sowjetunion         | MANPADS                 |        | veraltet                                   |
| ZU-23         | Sowjetunion         | Flugabwehrkanone        | 18     |                                            |
| M1939         | Sowjetunion         | Flugabwehrkanone        | 6      |                                            |
| S-60          | Sowjetunion         | Flugabwehrkanone        | 10     |                                            |

## Luftstreitkraft

Kokarde der Luftstreitkräfte

Der Luftstreitkraft gehören rund 100 Soldaten an, welche über ein Transportflugzeug des Typs Cessna 208B verfügen. Auch hier dürfte die desolate Finanzsituation die Einsatzbereitschaft erheblich einschränken. 

## Marine
Eine kleine Marine mit 350 Mann und vier leicht bewaffneten Schnellbooten schützt die Küste des Landes.